# 653-й истребительный авиационный полк
653-й истребительный авиационный полк (653-й иап) — воинская часть Военно-воздушных сил (ВВС) РККА СССР, принимавшая участие в боевых действиях Великой Отечественной войны.

## Наименования полка
За весь период своего существования полк несколько раз менял своё наименование:
- 653-й истребительный авиационный полк;
- 65-й гвардейский истребительный авиационный полк;
- 65-й гвардейский истребительный авиационный Краснознамённый полк;
- 65-й гвардейский истребительный авиационный Оршанский Краснознамённый полк;
- 65-й гвардейский истребительный авиационный Оршанский Краснознамённый ордена Суворова полк;
- 741-й гвардейский истребительный авиационный Оршанский Краснознамённый ордена Суворова полк;
- Полевая почта 35428.

## Создание полка
653-й истребительный авиационный полк формировался в период с 11 по 17 ноября 1941 года на базе лётчиков-инструкторов Армавирской школы лётчиков Закавказского военного округа в г. Армавир на самолётах И-15 бис.

## Преобразование полка
653-й истребительный авиационный полк преобразован 18 марта 1943 года путём переименования в 65-й гвардейский истребительный авиационный полк за образцовое выполнение боевых задач и проявленные при этом мужество и героизм на основании Приказа НКО СССР.

## В действующей армии
В составе действующей армии:
- с 12 ноября 1941 года по 9 июля 1942 года, итого — 239 дней,
- с 22 октября 1942 года по 18 марта 1943 года, итого — 147 дней.

Всего 386 дней.

## Командиры полка
- капитан, майор, подполковник Зворыгин Михаил Никифорович[3], 11.11.1941 — 18.03.1943.

## В составе соединений и объединений
| Период        | Фронт (округ)              | армия                                | корпус                                            | дивизия                                            | примечание |
| ------------- | -------------------------- | ------------------------------------ | ------------------------------------------------- | -------------------------------------------------- | --- |
| 10.11.1941 г. | Закавказский военный округ |                                      |                                                   |                                                    | Армавир, И-15 бис                                                                                               |
| 10.11.1941 г. |                            | ВВС 51-й армии                       |                                                   | 71-я истребительная авиационная дивизия            | И-15 бис |
| 01.1942 г.    | Крымский фронт             | ВВС фронта                           | истребительная группа                             | 71-я истребительная авиационная дивизия            | И-15 бис |
| 15.01.1942 г. | Крымский фронт             | ВВС фронта                           | истребительная группа                             | 71-я истребительная авиационная дивизия            | первая воздушная победа: л-т Кубарев В. Н. в воздушном бою в районе пос. Владиславовка сбил Ме-109 залпом РС-82 |
| 20.05.1942 г. | Северо-Кавказский фронт    | 5-я воздушная армия                  |                                                   |                                                    | |
| 10.06.1942 г. | Северо-Кавказский фронт    | 5-я воздушная армия                  |                                                   |                                                    | 1-я эскадрилья убыла в 742-й ббап на И-15 бис                                                                   |
| 09.07.1942 г. | Приволжский военный округ  |                                      |                                                   | 8-й запасной авиационный полк                      | Багай-Барановка, Як-1                                                                                           |
| 14.10.1942 г. | Московский военный округ   | Резерв Верховного Главнокомандования | 1-й истребительный авиационный корпус             | 274-я истребительная авиационная дивизия           | Як-1 |
| 22.10.1942 г. | Калининский фронт          | 3-я воздушная армия                  | 1-й истребительный авиационный корпус             | 274-я истребительная авиационная дивизия           | Як-1 |
| 11.02.1943 г. | Северо-Западный фронт      | 6-я воздушная армия                  | 1-й истребительный авиационный корпус             | 210-я истребительная авиационная дивизия           | 2-я эскадрилья поступила в оперативное подчинение штабу 32-го гвардейского иап на Як-1                          |
| 27.02.1943 г. | Северо-Западный фронт      | 6-я воздушная армия                  | 1-й истребительный авиационный корпус             | 274-я истребительная авиационная дивизия           | Як-1 |
| 18.03.1943 г. | Северо-Западный фронт      | 6-я воздушная армия                  | 1-й гвардейский истребительный авиационный корпус | 4-я гвардейская истребительная авиационная дивизия | переименован в гвардейский, Як-1                                                                                |

## Участие в операциях и битвах
- Иранская операция — с 25 августа 1941 года по 06 сентября 1941 года.
- Керченско-Феодосийская десантная операция — с 26 декабря 1941 года по 20 мая 1942 года.
- Великолукская наступательная операция — с 23 ноября 1942 года по 18 марта 1943 года.
- Демянская наступательная операция — с 15 февраля 1943 года по 28 февраля 1943 года.

## Отличившиеся воины полка
- Якубов Илья Фомич, лейтенант, заместитель командира эскадрильи 653-го истребительного авиационного полка 274-й истребительной авиационной дивизии 1-го истребительного авиационного корпуса 3-й воздушной армии Указом Президиума Верховного Совета СССР 22 февраля 1943 года удостоен звания Героя Советского Союза. Золотая Звезда № 817.

## Статистика боевых действий
Всего за годы Великой Отечественной войны полком:
| Выполнено боевых вылетов | 1942 год, сбито самолётов в воздухе | 1942 год, уничтожено самолётов всего |
| ------------------------ | ----------------------------------- | ------------------------------------ |
| 2731                     | 23                                  | 24                                   |

Свои потери:
| Потеряно самолётов, всего | Погибло лётчиков всего |
| ------------------------- | ---------------------- |
| 24                        | 27                     |

## Самолёты на вооружении
| Период      | Самолёты    |
| ----------- | ----------- |
| 1941 — 1942 | И-15 бис    |
| 1942 — 1943 | Як-1, Як-7Б |